# Іван Шлезінгер
Іван (Ганс, Янош) Шлезінгер (16 грудня 1893 року, Сараєво — 7 лютого 1967, Ужгород) — ужгородський інженер та науковець, проектувальник мостів, вулиць та доріг. Збудував пішохідний міст (1948), один із символів Ужгорода.
Доктор технічних наук (1940, Будапешт)

## Імена
- 1893—1918 в Австро-Угорщині — Ганс
- 1918—1920 у Чєрні (Словаччина, Чехословаччина) — Іван
- 1920—1925 в Будапешті (Угорщина) — Янош
- 1925—1938 в Ужгороді (Підкарпатська Русь, Чехословаччина) — Іван
- 1938—1945 в Ужгороді та Будапешті (Угорщина) — Янош
- 1945—1967 в Ужгороді (УРСР) — Іван Федорович

## Життєпис
Народився та навчався у Сараєво. Імовірно, отримав також музичну освіту, добре грав на скрипці.
До Першої світової війни навчався у цісарській академії військових прикладних наук.
У війні брав участь як офіцер, інженер-мостобудівник, командир підрозділу.
У червні 1918 року у битві на П'яві був тяжко поранений, був винесений з поля бою, лікувався у шпиталі. Шрам на правому стегні залишився на все життя.
Після війни закінчив будівельний факультет Будапештського технічного університету.
У травні 1940 року у Будапештському технічному університеті Янош Шлезінгер захистив докторську дисертацію, доктор технічних наук у галузі будівництва. 

## Родина
- Батько Фрідріх (біля 1864, Гуменне — 1936, Чєрна) — гідротехнік і меліоратор, обер-інженер[1][2]
- Брат та дві сестри, які до 1945 року жили у родинному маєтку в Чєрні, у 1945 під час бойових дій їх оселя була зруйнована, подальша їх доля невідома (загинули або втекли на захід)
- Дружина Мілада Шлезінгер (3 липня 1900, Черна на Мораві — 2 вересня 1984, Ужгород), до шлюбу Шимкова, у першому шлюбі Пацкова (з Яном Пацеком, з 1923 року, розлучені біля 1933 року)[1][2]
- Два сини від першого шлюбу (після 1935 — прийомні діти Яноша)
  - Мирослав (нар. 1924 в Ужгороді, тоді Чехословаччина), чехословацький військовик
  - Ян (нар. 1929 в Ужгороді, на той час Чехословаччина, помер у Чехословачині), вчитель
- Приблизно 1935 року Янош одружився з Міладою. У шлюбі народилося ще троє дітей:
  - Син Бедржих[3] (1937—1957), помер від ювенального діабету
  - Дочка Мілада (27 грудня 1938, Ужгород — 8 березня 2019, Ужгород)[1]
  - Син Михайло (нар. 1941)[4], відомий український кібернетик